# Gare de Naucelle
La gare de Naucelle est une gare ferroviaire française de la ligne de Castelnaudary à Rodez, située sur le territoire de la commune de Naucelle, dans le département de l'Aveyron, en région Occitanie.
C'est une gare de la Société nationale des chemins de fer français (SNCF), desservie par un Intercités de nuit et des trains régionaux du réseau TER Occitanie.

## Situation ferroviaire
Établie à 500 mètres d'altitude, la gare de Naucelle est située au point kilométrique (PK) 458,987 de la ligne de Castelnaudary à Rodez, entre les gares ouvertes de Tanus et de Baraqueville - Carcenac-Peyralès.

## Histoire

### Fréquentation
L'évolution de la fréquentation de la gare est présentée dans le tableau ci-dessous.
| Année               | 2015   | 2016   | 2017   | 2018   | 2021   | 2022   | 2023   |
| ------------------- | ------ | ------ | ------ | ------ | ------ | ------ | ------ |
| Nombre de voyageurs | 16 082 | 14 811 | 15 434 | 13 756 | 18 026 | 38 965 | 69 229 |

## Service des voyageurs

### Accueil
Gare de la SNCF, elle dispose d'un bâtiment voyageurs (ouvert tous les jours) avec guichet (fermé le samedi, sauf s'il s'agit d'un jour férié).

### Desserte
Naucelle est desservie par des trains express régionaux, qui relient Toulouse-Matabiau à Rodez (ligne 2). Le temps d'attente entre chaque train en semaine varie de 1 heure aux heures de pointe à 3 heures 30 maximum aux heures creuses. Le temps de trajet est d'environ 1 h 40 min depuis Toulouse-Matabiau et d'environ 35 min depuis Rodez.
Par ailleurs, l'Intercités de nuit Paris-Austerlitz – Rodez – Albi (circulant dans la nuit du vendredi au samedi, ainsi que celle du dimanche au lundi dans l'autre sens) dessert cette gare

### Intermodalité
La gare dispose de deux accroche-vélos. Le stationnement des véhicules est possible près du bâtiment voyageurs. Elle est desservie par des autocars de la ligne 220 du réseau liO.